# Scheemda

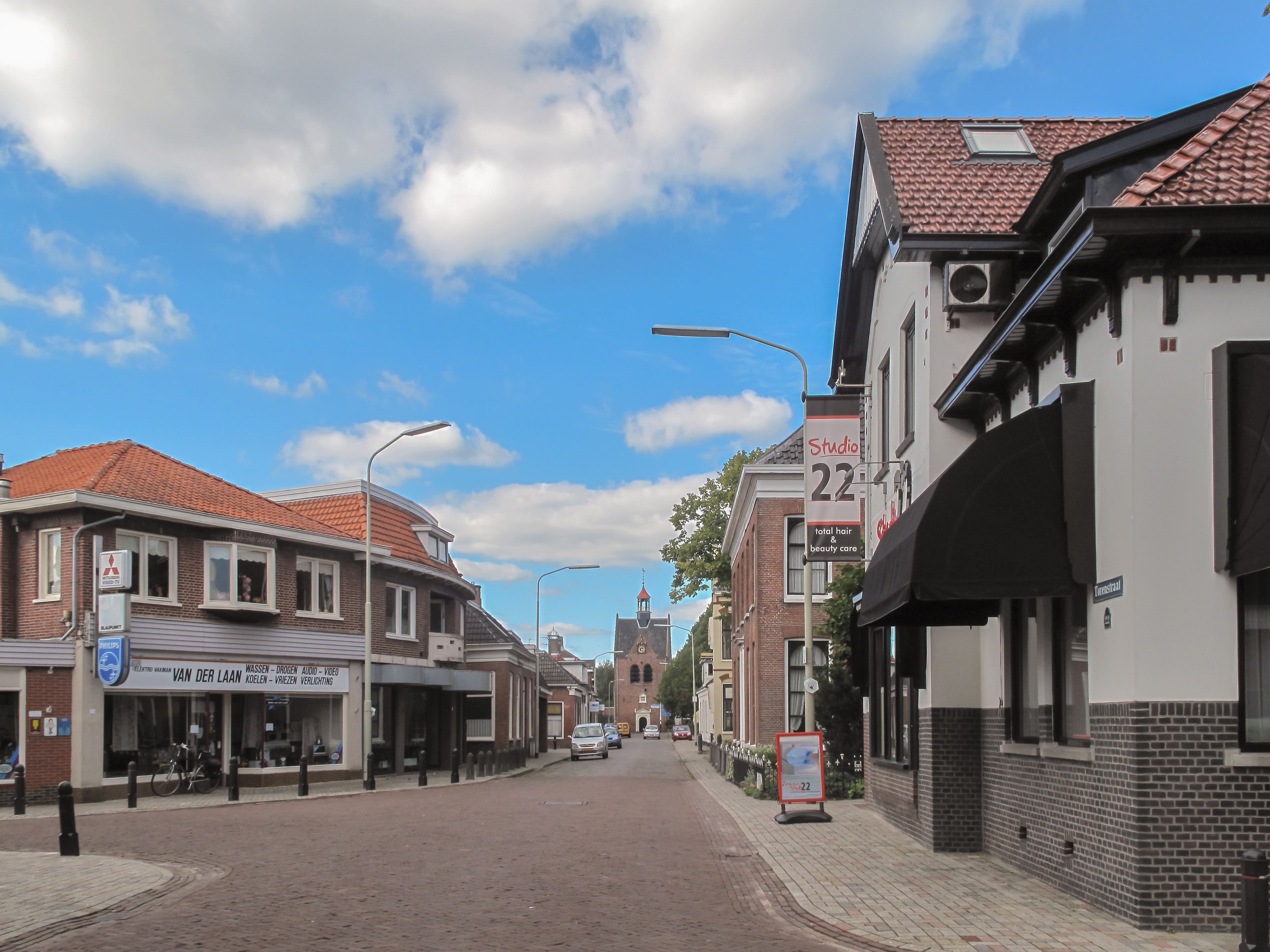
Scheemda, straatzicht Torenstraat

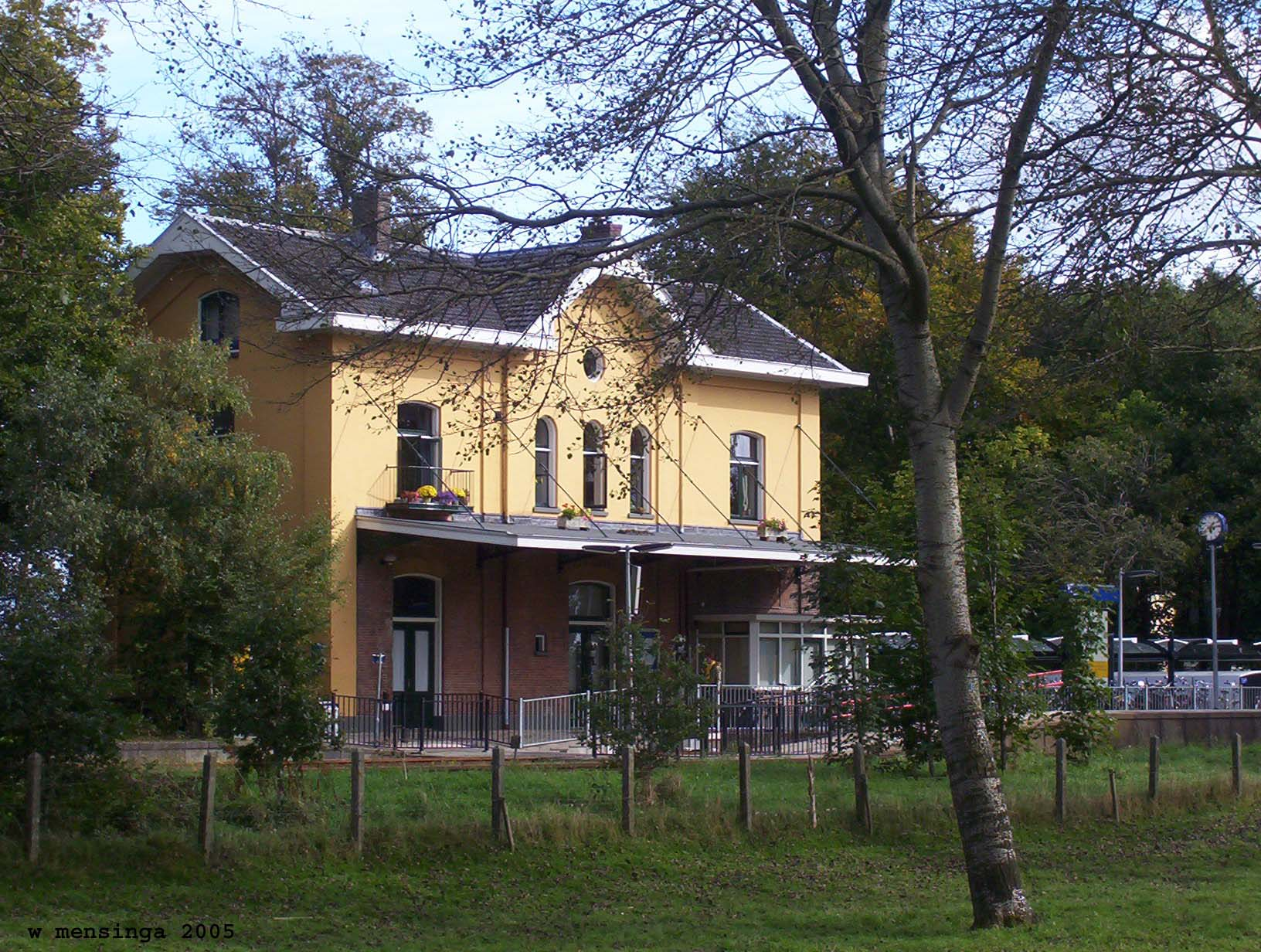
Station Scheemda

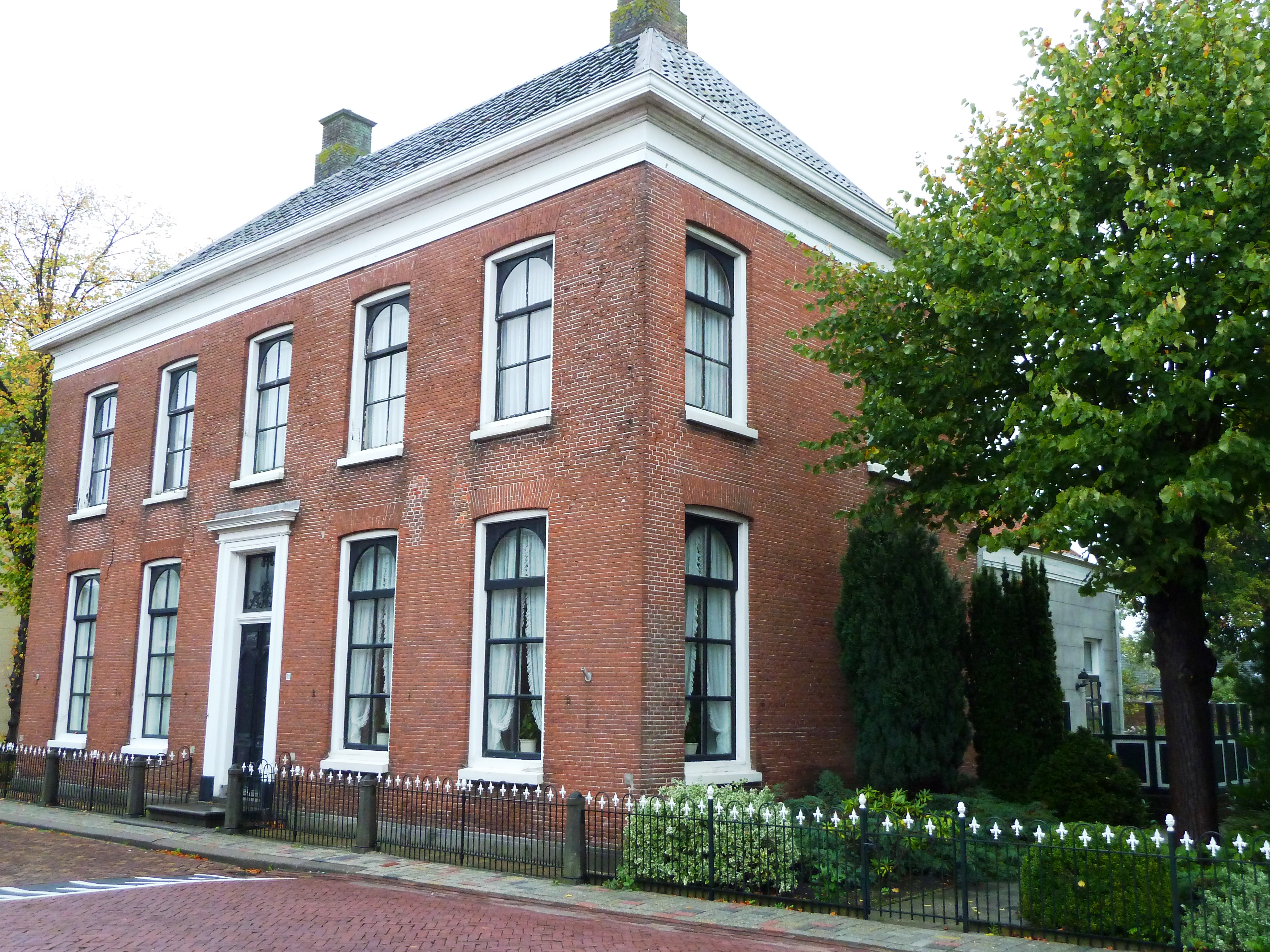
Monumentaal pand Torenstraat centrum Scheemda

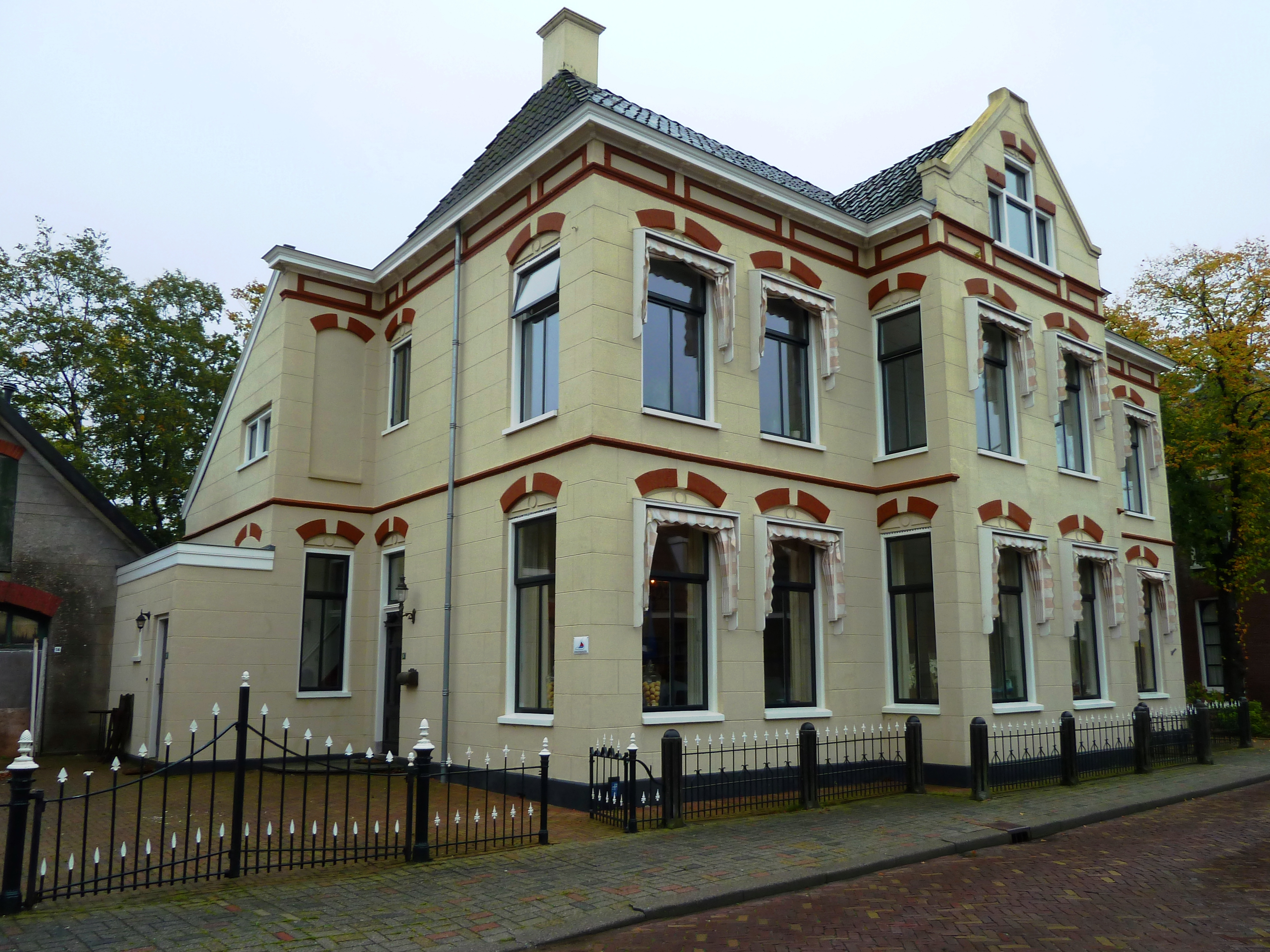
Villa Scheemda Torenstraat

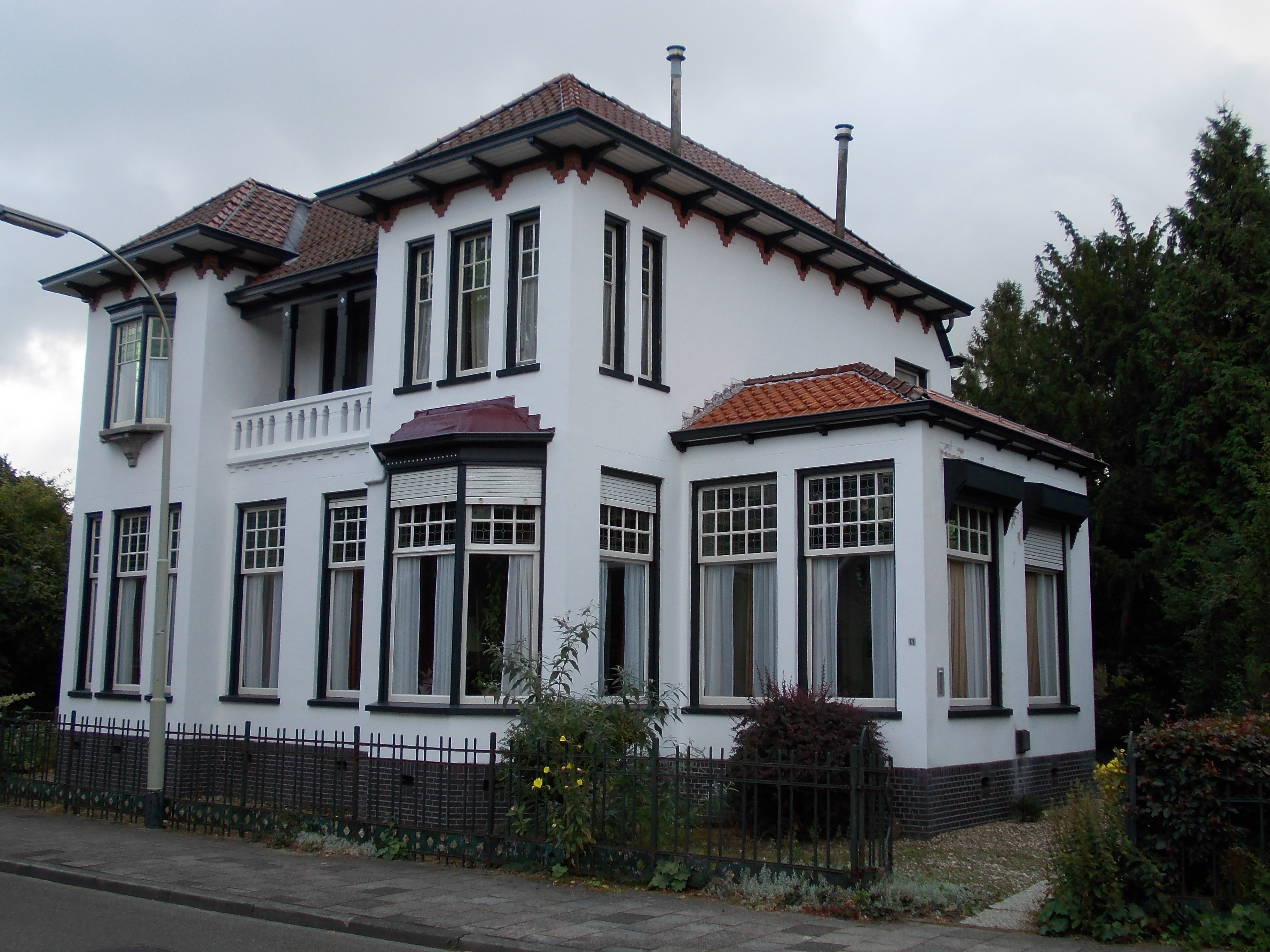
Rentenierswoning in Scheemda

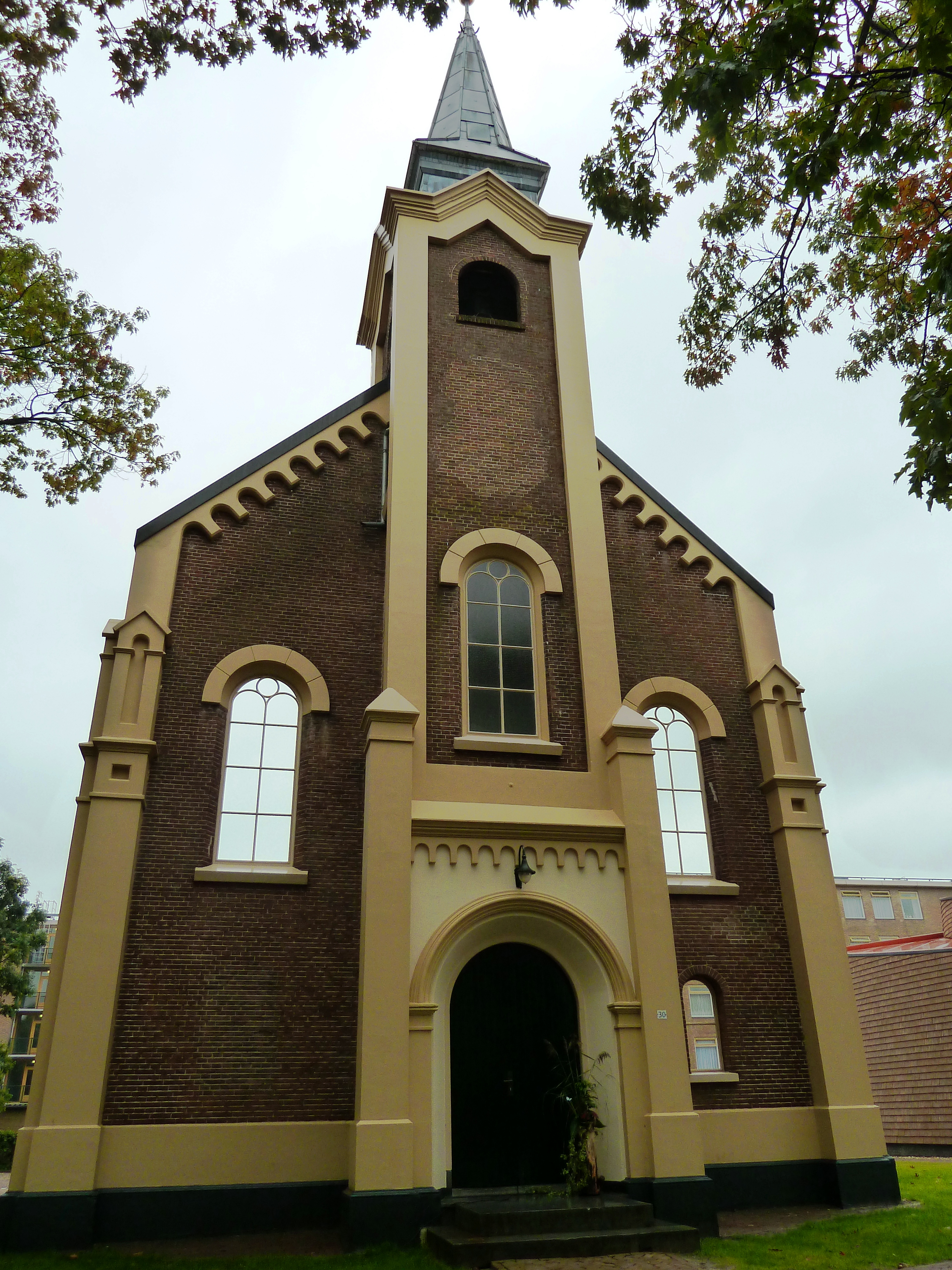
Eexterkerk voorzijde

Scheemda (uitspraakⓘ) (Gronings: Scheemde of Scheemte) is een plaats en voormalige gemeente in de huidige gemeente Oldambt, Nederlandse provincie Groningen. De plaats ligt in de gelijknamige streek het Oldambt (Wold-Oldambt) in Oost-Groningen. In 1964 is het dorp samengevoegd met het voormalige kerkdorp Eexta. Dit nadat het Oude Winschoterdiep, dat beide dorpen gescheiden hield, in 1954 werd vervangen door een robuuster kanaaltracé enkele honderden meters verder zuidelijk.

## Beschrijving
In 2023 telde de plaats volgens gegevens van het CBS 5.085 inwoners, inclusief de wijken Eexta en Eextahaven (Eexta-Zuid) en de buurtschappen Scheemdermeer en Scheemderzwaag (Zwaagsterweg). Recente boerderijnamen zijn Hof van Heden, Krek Wak Wou, Mumeli en Reigersheerdt.
In de dorpskern werden vroeger de buurtschappen Molenhorn, Oostereinde ('bij Oosterd'), Diepswal en het gebied rond kerk en toren onderscheiden; Eexta bestond uit Buiten-Eexta (rond de kerk) en Boven-Eexta. Ieder van deze buurten had een eigen buurtgilde. Het buitengebied van Eexta stond in de 19e eeuw bekend als Eexterhamrik, Vogelzang, Eexterzwaag en Oudedijk.

### Rail- en wegverkeer
Scheemda ligt sinds 1868 aan de spoorlijn Groningen - Bad Nieuweschans (- Weener/Leer) met het station Scheemda, een rijksmonument. Door het dorp loopt de Oude Rijksweg (richting Winschoten en Nedersaksen in Duitsland), die in 1992 zijn functie voor het lange-afstandsverkeer verloor aan de autosnelweg A7 ten noorden van het dorp. De Geereweg (N362) verbindt het dorp met Delfzijl en Appingedam.

### Waterwegen
Het dorp wordt sinds 1954 doorsneden door het (nieuwe) Winschoterdiep. Belangrijke watergangen zijn nog altijd Oude Winschoterdiep, Eexta-Haven, Termunterzijldiep, Opdiep en Meedenerdiep, vroeger ook Oude Ae, Mensediep of Rechte Watering, Eexterdiep (of Eexteruitwatering), Koediep, Oude Geut en Molensloot. Nieuwe of weer opengegraven watergangen zijn verder Hamrikkerwatering, Scheemderzwaagsterwatering, Muntewatering en Zijdwende. 

### Waterhuishouding
Het gebied wordt bemalen door de gemalen Roode Til, De Munte, Herleving en Tichelwaark.
Op het grondgebied van Scheemda bevonden zich de waterschappen Westerschemolenpolder (1798, deels), Walstermolenkolonie (1802, deels), Burema's Polder (1840), Oostersche Molenpolder (1842), Kloostermolenpolder (1875), Scheemderzwaag (1878), Geereweg (1890), Concordia (1906), Eureka (1916), Mellema- of Tichelwerkspolder (1917). Op het grondgebied van Eexta lagen de waterschappen Eexter Molenkolonie (1793), De Kolken (1876), De Eeker (1887), Eexterbouwten (1893) en Herleving (1900). Al deze afzonderlijke polders behoorden tot het Termunterzijlvest, later het Waterschap Oldambt.

## Geschiedenis

### Naam
De oude vormen zijn de Senieda (?) (1283), Schemede (1391), in der Schemede (1411, afs. 16e eeuw). vander Schemede, Scheembte (1435), Schemmede, Scemeda (1441), Scheemde (1463), die Scheempte (1498), in die Schemte (1536), Sceempte (1558), vander Schembde (1573), Sceempte (1579), ijn die Schemda (1608), Scheemte (ca. 1660), Scheemda (1781). Tot in de 19e eeuw sprak men over huizen en landerijen in de Scheemda, in de Eexta en in de Nieuwe Scheemda. De inwoners werden soms Scheemdingers en Eextingers genoemd.
Er bestaat geen eenduidige verklaring voor de naam. Vroeger dacht men wel aan een betekenis 'heemsteden van Eexta'. Een alternatieve verklaring gaat uit van de hypothetische vorm *schem-mede 'hooiland bij de vonder' of van *schem-ithi 'bij de vonders', uit het Westfaalse en Oost-Nederlandse woord schêm 'vonder'. Een derde mogelijkheid is de hypothetische vorm *schem-widu 'bos bij de vonder' als parallel met de plaatsnamen Ulsda en Bunde.
Schemde is tevens de naam van een buurtschap bij Steinfeld in Oldenburg.

### Middeleeuwen
Scheemda en Eexta ontstonden net als de overige dorpen in het Wold-Oldambt in de 10e of 11e eeuw als randveenontginning aan de oevers van de Munter Ae. Toen in de 13e eeuw een eerste kruiskerk van Scheemda werd gebouwd, was het dorp vermoedelijk al een stuk landinwaarts opgeschoven. De eerste bewoners bewerkten akkers op de veenrand, terwijl ze het rivierdal (de hamrikken en zwagen) gebruikten voor de veeteelt. en hooiwinning. Een deel van de hamrikken lag aan de overkant van de rivier in het Scheemderhamrik; het streekje Scheemder Lange Zwaag lag zelfs vlakbij Wagenborgen. Door ontginning en ontwatering zakte het veenoppervlak, waardoor de bewoners telkens naar hogere plekken moesten verhuizen.
Scheemda was een langgerekt streekdorp met een opstrekkende verkaveling, waarbij meerdere bewoningslinten de verschillende ontginningsfasen markeerden. Het meest vooruitgeschoven waren de buurtschappen Scheemderzwaag, Eexterzwaag en Vogelzang. De kerk van Eexta lag in het verlengde van de kerk van Scheemda, maar was vermoedelijk al rond 1100 gesticht op de uitlopers van een keileemopduiking.
Het eerste document waarin Scheemda en Eexta worden genoemd, dateert van 1391 of 1420. Daarin wordt de afwatering van het gebied geregeld, die door bodemdaling steeds problematischer werd. Vanwege toenemende wateroverlast en de inbraak van de Dollard is het dorp Scheemda aan het einde van de 15e eeuw verplaatst naar de keileemopduiding waarop ook het tweelingdorp Eexta lag. Een deel van de bewoning was mogelijk al eerder verplaatst naar de buurtschap Oosterd (Oosterstraat), waar goed akkerland te vinden was. De hogere gronden of bouwten lagen eerder nog bedekt onder het hoogveen. Ook de bewoning aan de Buiten Eexterweg verschoof verder landinwaarts. De scheiding tussen beide dorpen werd gevormd door een dwarssloot tussen Eexter- en Scheemderzwaag, aansluitend bij een tweede greppel door het hoogveen in de richting van het Klooster Heiligerlee. Langs dit tracé werd in 1585 het Spaanse of Nieuwediep naar Winschoten gegraven, dat vervolgens omstreeks 1635 werd uitgebouwd tot het (Oude) Winschoterdiep.
Bij het zogenaamde Ol Kerkhof (53° 11′ 18″ NB, 6° 57′ 46″ OL) zijn in het kader van de aanleg van de A7 in 1988 en 1989 de restanten van twee opeenvolgende kruiskerken, een vrijstaande toren en een ringmuur opgegraven. De eerste kerk was slecht gefundeerd en heeft niet lang bestaan, de tweede uit de periode 1250 tot 1275 is rond 1500 afgebroken. Onderzoek naar diatomeën heeft laten zien dat het dorp al voor de komst van het zeewater moet zijn verlaten. In 1992 werd het opgravingsterrein grotendeels afgedekt door de nieuwe snelweg. Op luchtfoto's van deze omgeving zijn ook enkele steenhuizen te zien. Tot de archeologische vondsten uit dit gebied behoort verder een Arabische munt uit de kruistochtentijd.
Van de oudste Dollardpolder uit de eerste helft van de 16e eeuw resteerden twee doorbraakkolken bij Eexta. Later ontstonden de polders Scheemderzwaag (1596) en Oudland (1626), ook wel Scheemder Ackertallen genoemd. De beide zeesluizen in de dijk van 1596 (Karmerzijl en Eexterzijl) werden door de aanleg van het Termunterzijldiep in 1601 weer overbodig.

### Nieuwe tijd
Hoewel de nieuwe kerk van Scheemda slechts 700 meter van de middeleeuwse kerk van Eexta kwam te liggen, bleven beide dorpen ook na de Reductie van 1594 als zelfstandige kerspelen bestaan. Ze vormden afzonderlijke onderdelen binen het Termunterzijlvest en bezaten een eigen kerspelbestuur, maar hadden tot ongeveer 1720 wel een gemeenschappelijke kerkenraad. Voor het beheer van de kerkengoederen, de verkiezing van predikanten en schoolmeesters vormde Scheemda tot 1798 één geheel met Nieuw-Scheemda; deze dorpen hadden bovendien één gezamenlijke vertegenwoordiger in het zijlvest. Binnen het nieuwe waterschap Oldambt, opgericht in 1863, vormden Scheemda en Eexta het vijfde en zesde onderdeel.
In de 17e eeuw kregen Scheemda en Eexta het karakter van een dubbeldorp.In 1724 werd daarom reeds geschreven dat beide dorpen gezamenlijk het uiterlijk van "een redelijk stedeke' hadden". In de buurtschap Oosterd waren tien grote boerderijen met grachten te vinden. Enkele "deftige plaatsen" dienden als buitenverblijf voor rijke families. Ten minste twee daarvan hadden een duiventil.
Tussen beide dorpen werd in de jaren 1635 tot 1640 – zij met de nodige tegenwerking – het Winschoterdiep, Heerendiep of Trekdiep gegraven, dat een aansluiting kreeg met het Termunterzijldiep en het nieuw gegraven Koediep naar Midwolda. Het kanaal volgtde het tracé van zijn voorganger uit 1585. BIj de hoofdweg over het diep werd een stenen boogbrug gebouwd ,die beide plaatsen verbond en door beide kerspelen werd onderhouden. Langs het Trekdiep werd, zoals de naam al aangeeft, een trekweg aangelegd, waarlangs de trekschuiten werden voortgetrokken en waarover zich het personen- en goederenvervoer tussen Groningen en Winschoten bewoog. De trekweg werd later verbreed, verhard en omgedoopt tot Stadsrijweg. De verbinding met het Termunterzijldiep werd bestond uit een schutsluis of verlaat met een verlaatshuis annex herberg.
Dankzij handel en verkeer ontstonden verschillende takken van nijverheid, zoals herbergen, tapperijen, levensmiddelenhandel en woningen voor scheepsjagers. In 1811 werd er op veertien plekken brandewijn verkocht. In de 17e eeuw was een pottenbakker actief, die gebruik maakte van lokale potklei. Een bierbrouwerij wordt voor het eerst genoemd in 1670, een tweede te Eexta in 1730, een kalkbranderij in 1699, een pelmolen in 1703, een boekweitmaalderij in 1756, een zaagmolen in 1803. Al takken van nijverheid bestonden nog in de 19e eeuw. De steenfabriek Hamster & Rozeboom te Scheemderzwaag werd gesticht in 1802; de ovens werden definitief gedoofd in 1971. Rond beide dorpen lag verder veel tuingrond.
Lange tijd bleef het bevolkingsaantal van beide dorpen vermoedelijk stabiel, maar rond 1800 begon de bevolking te groeien. Beide dorpen telden bij de eerste volkstelling van 1795 gezamenlijk 1203 inwoners (Scheemda: 762; Eexta: 441). In 1899 waren het er al 2497 (Scheemda: 1338; Eexta: 798; Scheemderzwaag en Scheemdermeer: 361).
Sinds 1868 liggen Scheemda en Eexta aan de spoorweg van Groningen naar Nieuwe Schans en verder Duitsland in. In Eexta verrees het Station Scheemda. De aanleg van de spoorlijn betekende een stimulans voor de plaatselijke economie; de reistijd naar Groningen werd bovendien verkort van vijf uur per trekschuit tot één uur. De weg naar het station kreeg de naam Stationsstraat, werd verhard en kreeg gasverlichting. In 1882 werd een stoomtramlijn van het station Scheemda-Eexta naar Finsterwolde in gebruik genomen, die echter niet rendabel bleek. De rails werden al na twee jaar opgebroken en gebruikt voor aanleg van de tramlijn Winschoten - Stadskanaal. In 1871 kreeg Scheemda aansluiting bij het telegraafnetwerk en in 1890 besloot de gemeenteraad tot het inrichten van een telefoonkantoor. In 1904 kwam er gasverlichting. De strokartonfabriek De Toekomst te Scheemdermeer werd in 1900 opgericht en behoorde in 1968 tot het verleden. De gebouwen vormen een rijksmonument en zijn gerestaureerd. De fabriekshallen en de hoge schoorsteen zijn goed zichtbaar vanaf de A7.

### Twintigste eeuw
De Stationsstraat in Eexta bood sinds het begin van de 20e eeuw plek aan tientallen villa's en rentenierswoningen, waar met name landbouwers van orthodox-protestantse huize hun oude dag doorbrachten. Aan de Langeweg en de Scheemdermeersterweg verrezen sinds de jaren twintig vooral arbeiderswoningen maar ook sociale woningbouw. Eexta-Zuid was een arbeidersbuurt met sociale woningbouw, die in de volksmond al in 1930 als Lutje Rusland bekend stond. De bebouwing aan de Zwaagweg dateert rond 1900.
Aan een vertakking van de spoorlijn werd omstreeks 1920 een bedrijventerrein aangelegd, met daarbij een spoorweghaven (nu Eextahaven). Een toonaangevende firma was de groentendrogerij Ten Have. De kinderen van thuiswerkers die uien voor de fabriek pelden, werden spottend Scheemter siepels genoemd. In 1956 vestigden zich het houtverwerkingsbedrijf Hoza en het chemiebedrijf Acheson Colioiden in Eexta.
Na de Tweede Wereldoorlog ontwikkelde Scheemda zich tot forensendorp van Winschoten en andere industrieplaatsen. Eexta werd omstreeks 1960 uitgebreid met nieuwbouwwijken aan beide zijden van de Stationsstraat (de Bloemenbuurt en de Parklaanbuurt), grotendeels sociale woningbouw. Op de Bovenbouwten te Scheemdermeer ontstonden de Wilhelmina- en Julianalaan. Pal ten noordoosten van de dorpslern werd na 1970 de woonwijk Hesserzand ontwikkeld. In 1954 werd het Winschoterdiep verlegd naar het zuiden, waarbij de oude loop grotendeels werd gedempt. Tevens werd hier een nieuwe Eextersluis gebouwd. Scheemda groeide langzamerhand vast aan dubbeldorp Eexta, dat in 1964 werd samengevoegd met Scheemda. In het dagelijks spraakgebruik worden beide kernen nog altijd onderscheiden.
Een begrip in Scheemda was het gemeentelijke internaat Randstede (1961), waar geestelijk gehandicapten werden gehuisvest.

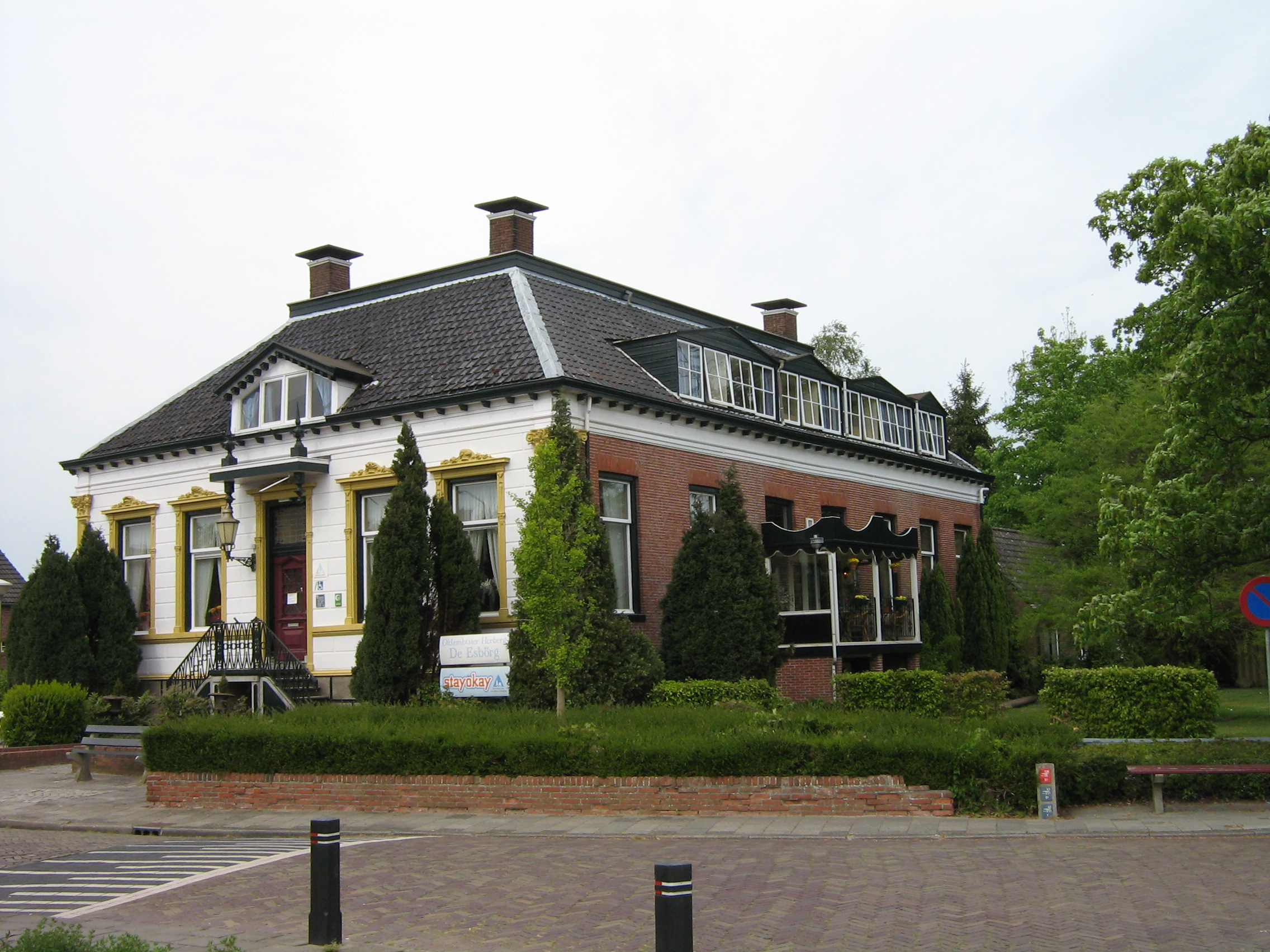
Esbörg
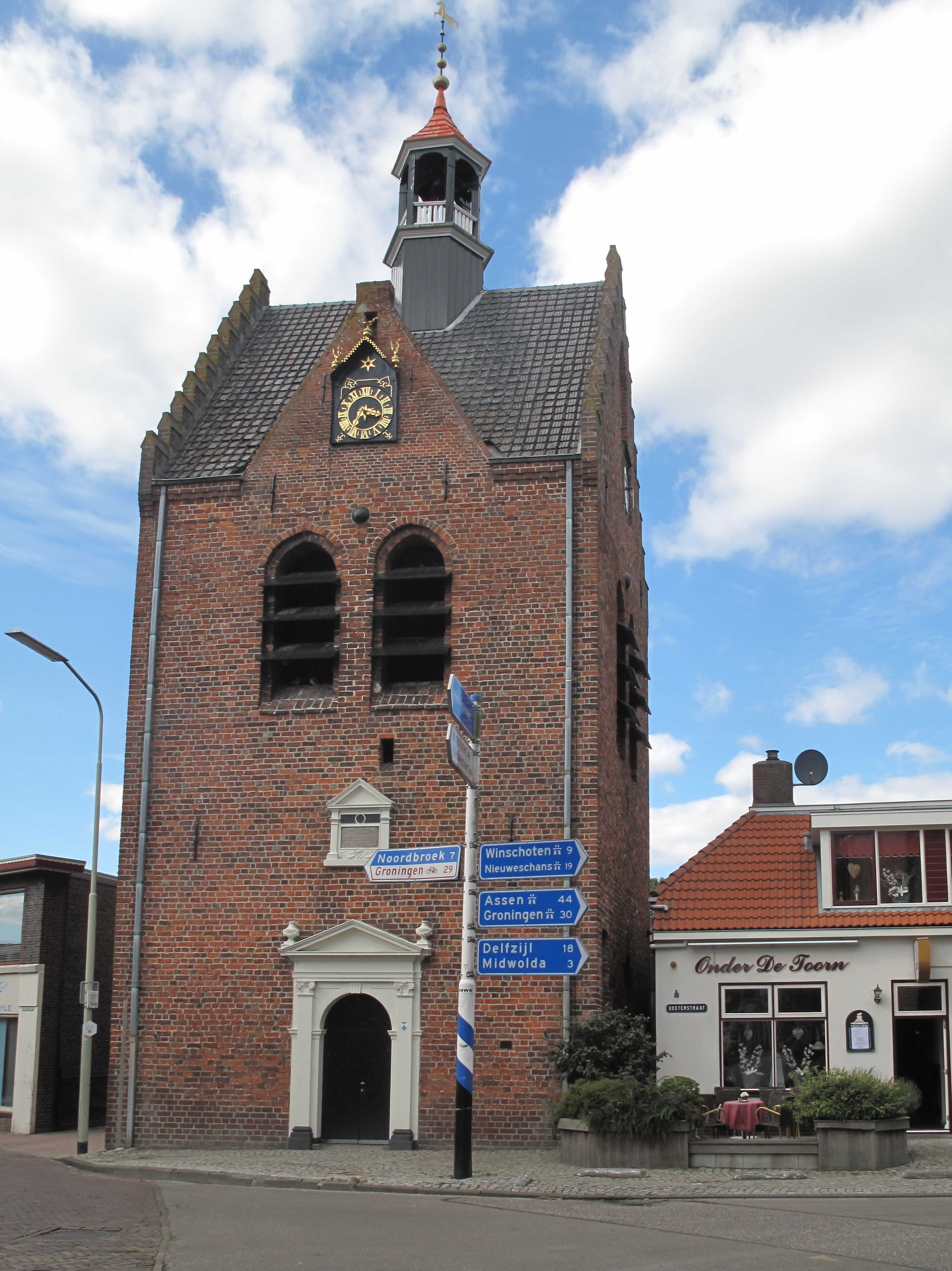
Vrijstaande toren van de Hervormde Kerk
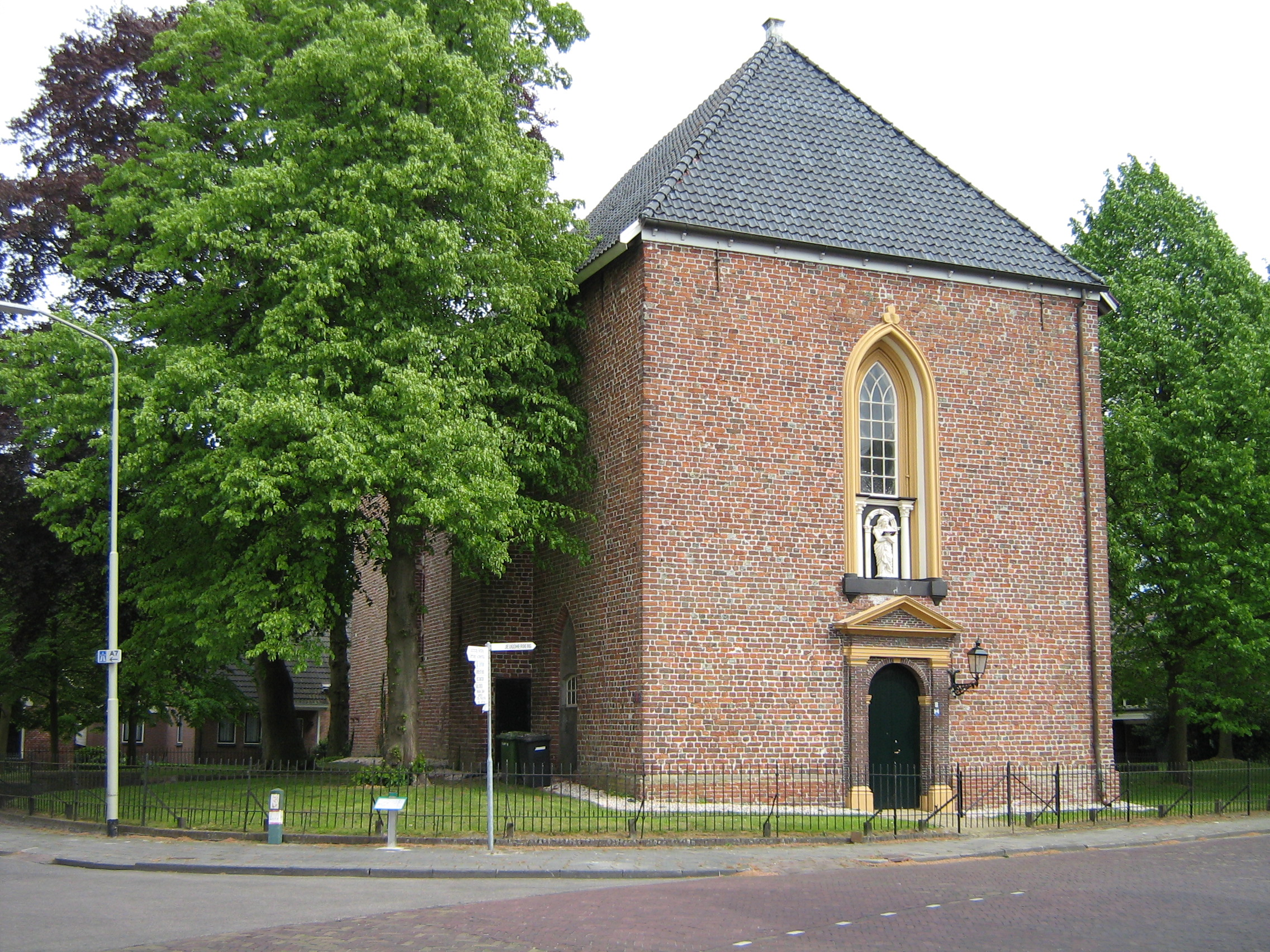
De Hervormde Kerk van Scheemda
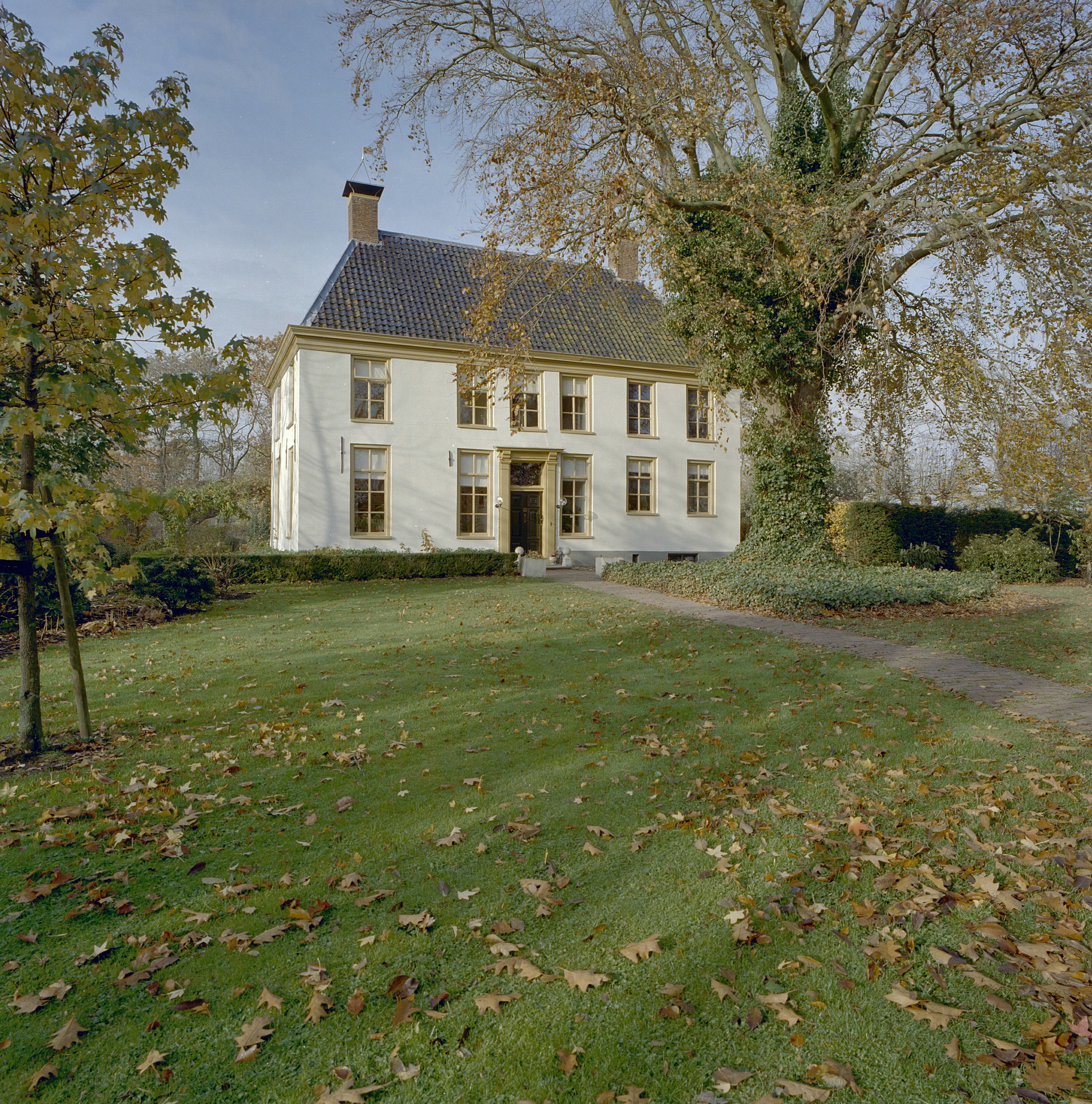
De Weem van Eexta
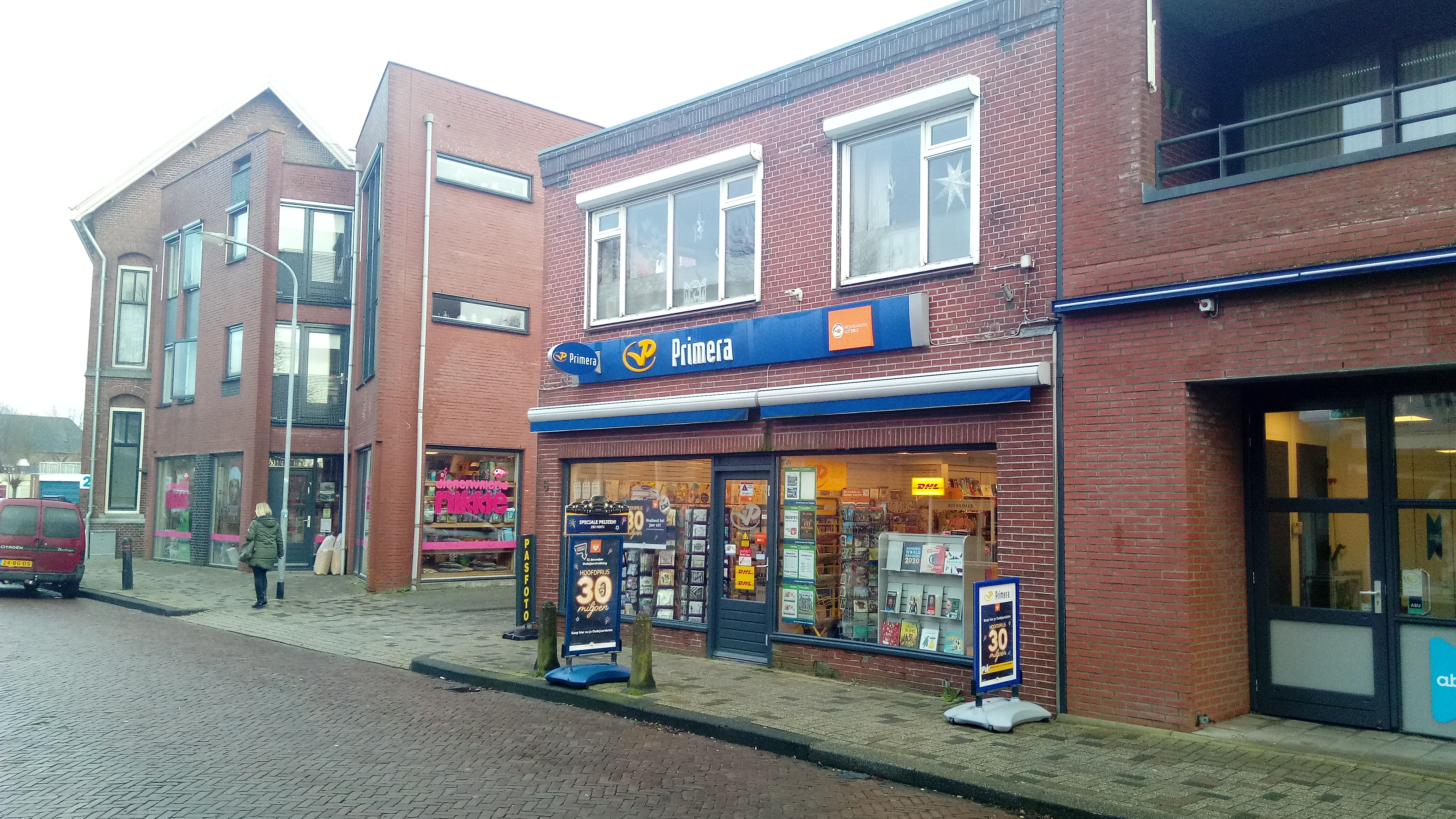
Winkels in de Stationsstraat
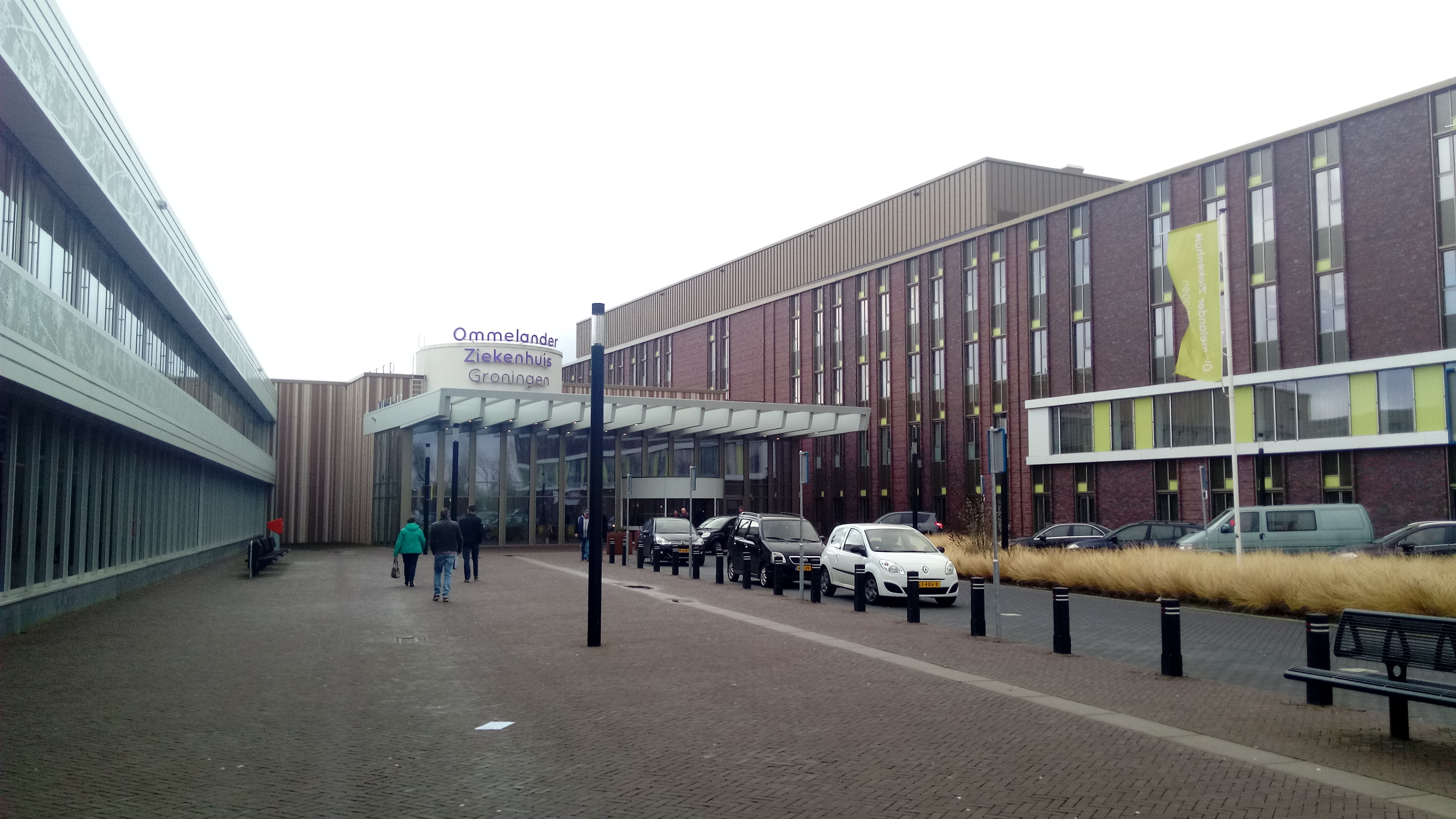
Entree Ommelander Ziekenhuis Groningen in Scheemda
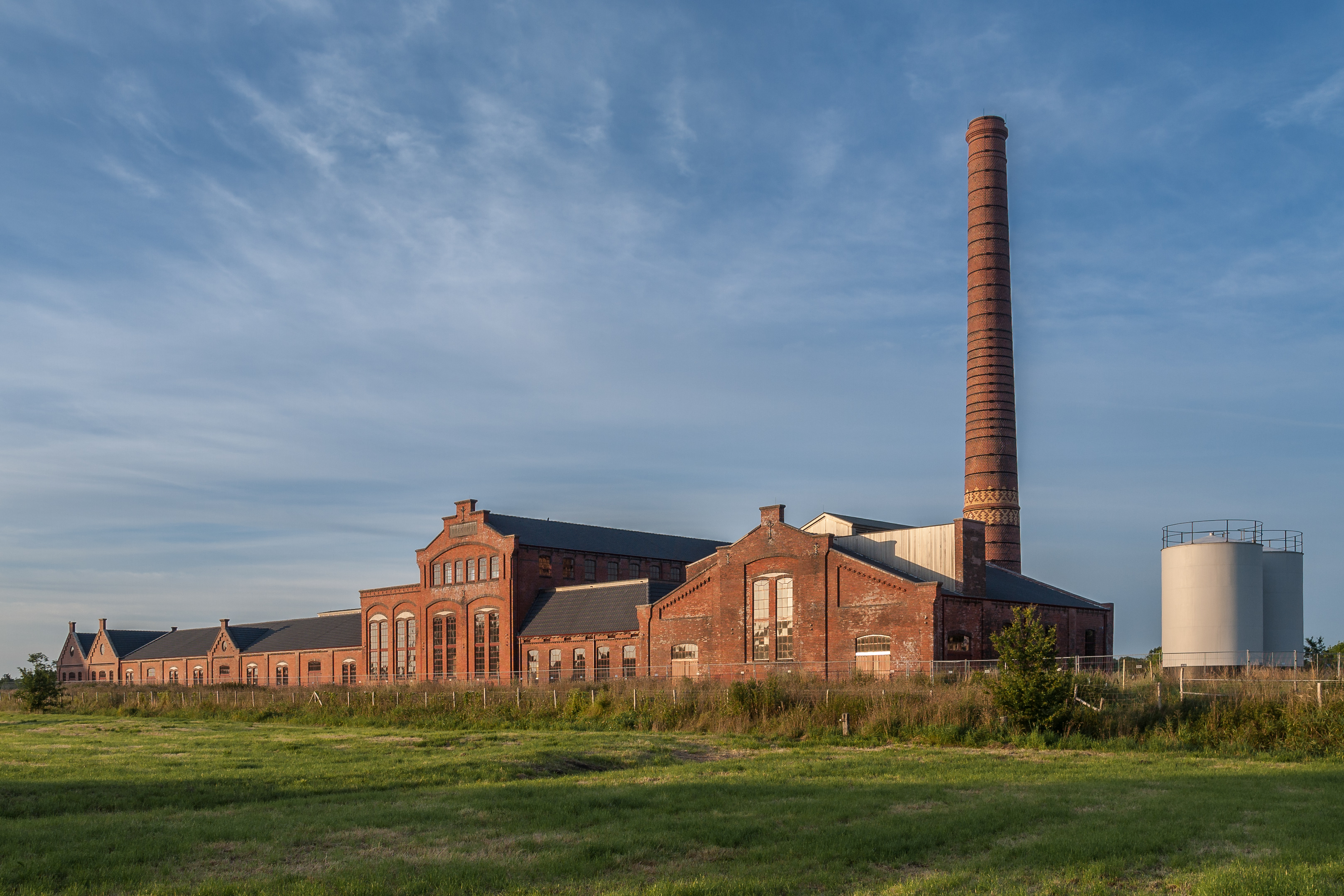
De Toekomst
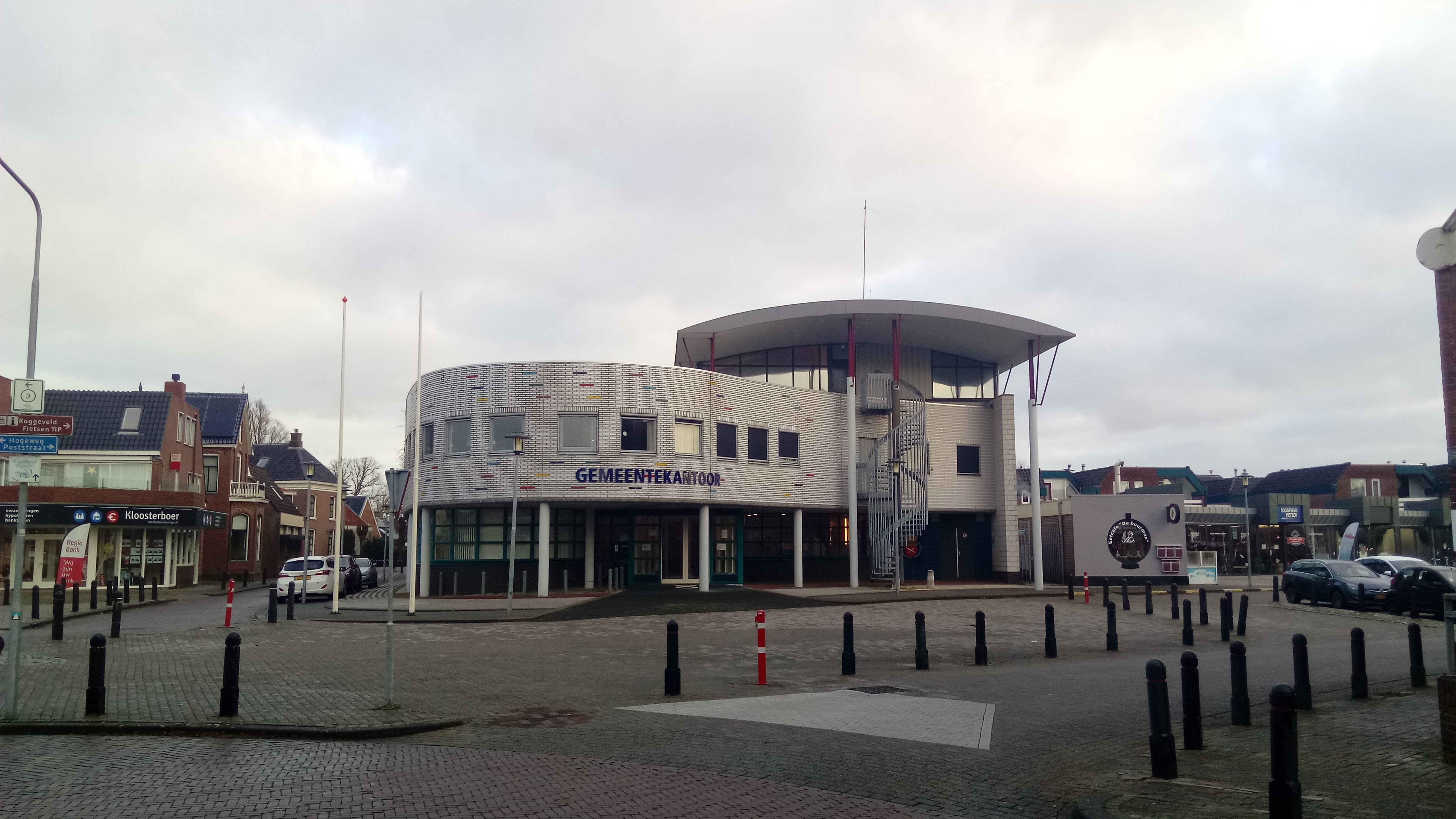
Gemeentehuis Scheemda (nu dependance gemeente Oldambt)

### Kerk van Scheemda
De Hervormde Kerk van Scheemda is een eenvoudige zaalkerk met een driezijdige koorsluiting, die volgens overleveringen in 1515 zou zijn gebouwd. Het gewelf is later verdwenen. De kerk was gewijd aan de heilige Bartholomeus. De vrijstaande toren bevat een gedenksteen met het jaartal 1570, maar is vermoedelijk even oud als de kerk. Beide gebouwen zijn opgetrokken uit oudere kloosterstenen die waarschijnlijk van het middeleeuwse kerkgebouw stammen dat werd verplaatst vanwege de oprukkende Dollard. De plek van de middeleeuwse kerk stond bekend als het Ol Kerkhof.
In de laatste decennia van de 19e eeuw ontstonden er spanningen binnen de Hervormde Kerk, die tot een feitelijke kerksplitsing leidde. De kerkelijke gemeente Eexta werd sinds 1897 door orthodoxe predikanten bediend, terwijl de kerkelijke gemeente Scheemda een uitgesproken vrijzinnige signatuur kreeg. De School met de Bijbel te Eexta, de latere CBS Annewieke, is gesticht in 1906.

### Kerk en pastorie van Eexta
Tussen de 13e eeuw en 1870 was de Kerk van Eexta een van de weinige kruiskerken die de provincie Groningen rijk was. De kerk stond midden op de (nog bestaande) begraafplaats van Eexta aan de Hogeweg. In 1869 werd de enorme kerk getroffen door een decemberstorm en besloten de kerkvoogden tot afbraak. In 1871 werd de nieuwe Eexterkerk aan de Kerklaan ingewijd. Van deze kerk bestaat nu alleen nog de toren en de voorgevel. Na de totstandkoming van de PKN ging de gemeente samen met de Gereformeerde Kerk te Scheemda. Eerder al had de hervormde gemeente Nieuw-Scheemda zich bij Eexta aangesloten. Vlak bij de Eexter kerk verrees in 2010 het kerkgebouw De Ontmoeting.
De voormalige pastorieboerderij of weem van Eexta dateert uit de dertiende eeuw. Het omgrachte steenhuis heeft het oudste woonhuisdak van Nederland dat nog in originele staat is. Dat blijkt uit onderzoek van de Rijksdienst voor Monumentenzorg. Uit de jaarringen valt af te leiden dat de eikenhouten balken in het dak stammen uit ongeveer 1250. Volgens bouwhistoricus Albert Reinstra is niet alleen de leeftijd, maar vooral ook de puntgave constructie van het dak uitzonderlijk. De pastorie is in particuliere handen.

### Andere kerkgenootschappen
De voormalige Gereformeerde Kerk (Molenstraat 12) dateert uit 1869. Naast de kerk bevindt zich een afzonderlijke consistoriekamer. De afgescheiden gemeente dateert uit 1840 en ging later op in de Gereformeerde Kerken in Nederland. In 1958 werd een eigentijds gebouw aan de Poststraat, ontworpen door de architect en E. en L.H. Reitsma, in gebruik genomen, waarna het oude gebouw werd verkocht aan een drukkerij. Door de totstandkoming van de PKN werd het gebouw overbodig; het werd in 2010 gesloopt. Nu staat hier een supermarkt.
Aan de Stationsstraat 77 te Eexta bevindt zich een kerkgebouw van de Katholiek Apostolische Kerk, gebouwd omstreeks 1925 in een expressionistische stijl. Het oude kerkgebouw (Stationsstraat 108) werd gesticht omstreeks 1894 en na de nieuwbouw in 1925 verkocht.

### Herenhuis Hesse / Esbörg
In het voormalige herenhuis 'Esbörg' (Esborgstraat 16) is sinds 1954 een jeugdherberg of Stayokay-hostel gevestigd – een van de weinige in de provincie Groningen. Ook bevindt zich hier het dorpshuis. De naam Esbörg is ontleend aan de familienaam Hesse, een vooraanstaand geslacht van paardenhandelaren uit Weener/Ems. Het gebouw is vermoedelijk omstreeks 1792 gesticht door Tjabina Hesse, weduwe van Eppo Dries Hesse, wiens vader zich in 1729 in Scheemda vestigde. Achter het herenhuis bevond zich een grote siertuin met een langwerpige viskenij (visvijver) en een snoekegat (ronde vijver). Een andere tak van de familie erfde de Huningaborg te Beerta, terwijl leden van deze familie ook de herberg Hessenbril te Heiligerlee hadden aangekocht.

### Vredenhoven
De buitenplaats Vredenhoven, gesticht in 1640, lag in Eexta op de grens met Scheemda en grensde aan twee zijden aan het Oude Winschoterdiep. De bekendste bewoner was ds. Tiddo Waldrik Siertsema (1752-1842), die ook eigenaar was van de Huningaborg te Oostwold. Het vervallen herenhuis bood vanaf 1939 plaats aan een militair tehuis, daarna aan een distributiekantoor, om ten slotte in 1955 te worden gesloopt. Het gaf zijn naam aan het verzorgingshuis, later woonzorg- en verpleegcentrum Nieuw Vredenhoven. Op de plek van de buitenplaats werd aanvankelijk een Groene Kruisgebouw neergezet, later kwam hier het dorpsplein met parkeergelegenheid en winkels.

### Molens
In Scheemda en Eexta hebben vroeger ten minste vier koren- en industriemolens gestaan.
- De oudste korenmolen stond aan Molenstraat. Volgens een overlevering zou op een eikenhouten balk het jaartal 1480 zijn aangetroffen. Oorspronkelijk stond hij direct aan de Dollardrand. De standerdmolen wordt afgebeeld op de provinciekaart van Barthold Wicheringe uit 1616 en op de Dollardkaart van Cornelis Edskens uit 1664.[15] De molen stond op een molenberg, genoemd in 1675. De standerdmolen maakte vóór 1788 plaats voor een achtkante roggemolen met een rieten dak, die in 1922 door werd brand verwoest. De restanten van de molenberg zijn nog aanwezig.
- Aan het Opdiep (een zijtak van het Termunterzijldiep) stond van 1803 tot 1895 een achtkante oliemolen, een bovenkruier met stelling. Aan weerszijden bevonden zich twee schuren voor de opslag van zaad en olieproducten. Onderdelen van de molen werden na de sloop hergebruikt in De Korenbloem te Vriescheloo.
- Aan het Winschoterdiep werd aan het einde van de Pelmolenlaan te Eexta in 1703 de pelmolen Welgelegen gebouwd. De molen werd in 1850 en 1876 na brand herbouwd. Bij de laatste brand, die ontstond door vonken uit het stoomschip Oldambt, vatten ook een naburige woning en omiggende veengronden vlam. In 1925 werd overgeschakeld op een elektrische Bronsmotor, waarna de bovenbouw werd gesloopt. De restanten werd bij de verbreding van het Winschoterdiep in 1954 gesloopt
- Eveneens aan het het Winschoterdiep verrees aan het einde van de Zaagmolenlaan te Eexta in 1841 de stellingmolen De Vriendschap, die dienst deed als houtzaag- en korenmolen. Vanwege brandgevaar werden plannen voor de bouw van een kalkoven niet gerealiseerd. In de jaren 1920 schakelde men over op elektrische aandrijving, waarna de wieken en de stelling werden gesloopt. Ook deze molen werd bij de verbreding van het Winschoterdiep in 1954 gesloopt.
- Buiten de beide dorpen werden vanaf 1793 eens stuk of vijftien poldermolens gebouwd, die direct of indirect op het Termunterzijldiep, het Koediep en/of het Nieuwe Kanaal uitwaterden. De windmolens maakten in de 20e eeuw plaats voor motorgemalen.

### Ontwikkelingen na 1990
In 1992 werd de A7 aangelegd langs Scheemda. In de jaren na 1990 werd ook de wijk Vijverborgen gebouwd, verder kwamen ten zuiden van het Winschoterdiephet bedrijventerreinen Eextahaven II en III tot ontwikkeling. Dit in aanvulling op de oudere bedrijvigheid aan de Eextahaven. De bebouwing op het bedrijventerrein sluit aan bij het buurdorp Heiligerlee.
De jongste ontwikkelingen in het dorp zijn de woningbouw in de wijk Randstede, de bouw van appartementen aan de Diepswal en in 2019 de opening van het ziekenhuis van de Ommelander Ziekenhuis Groep.

## Voorzieningen
Scheemda heeft een treinstation dat rechtstreekse verbindingen biedt met Groningen, Winschoten en Leer/Weener.

### Winkelaanbod
De regiofunctie van Scheemda draagt bij aan een gevarieerd winkelbestand. In het centrum van het dorp zijn aan het Vredenhovenplein, de Poststraat en de Stationsstraat diverse winkels te vinden. Het winkelhart ontvangt ook veel klanten uit de nabijgelegen kernen Heiligerlee, Westerlee, Nieuw-Scheemda, Midwolda, Oostwold en Nieuwolda. De gemeente Oldambt werkt aan plannen voor herinrichting van het centrum van Scheemda.

### Zorg
In Scheemderzwaag, aan de rand van Scheemda, vestigde zich in 2019 het Ommelander Ziekenhuis Groningen, dat de ziekenhuizen in Delfzijl (Delfzicht) en Winschoten (St. Lucas) verving. Dit enige ziekenhuis voor Oost- en Noord-Oost-Groningen telt 200 bedden en alle specialisaties die bij een modern regioziekenhuis behoren. Het is onderdeel van het Universitair Medisch Centrum Groningen.
Verder heeft het dorp zorgvoorzieningen als een huisartsengroepspraktijk, tandartsen, een apotheek, woonzorgcentrum Nieuw Vredenhoven en een verpleegcentrum van zorgorganisatie Oosterlengte dat in 2021 werd opgeleverd.

### Onderwijs
Scheemda en Eexta hadden ten minste sinds de 16e eeuw een eigen dorpsschool, die verbonden was met de dorpskerk. De koster fungeerde tevens als onderwijzer en organist. Het schoolgebouw naast de kerk van Scheemda maakte omstreeks 1980 plaats voor basisschool Jaarfke (Torum). De oude dorpsschool bij de pastorie van Eexta werd in 1921 vervangen door een nieuw gebouw aan de Stationsstraat, later door de vernieuwde Eexterschool aan de Anemoonstraat. Beide scholen fuseerden tot OBS Futura en verhuisden in 2020 naar de brede school De Zwerm in de Merelstraat, waarin ook de christelijke basisschool Annewieke werd opgenomen.
Het dorp had eerder een ulo-school (aan de Kerklaan), later een mavo (aan de Kanaalweg), die is opgegaan in het Dollard College te Winschoten en opgeheven in 2013 wegens gebrek aan leerlingen.

### Sport en recreatie
Scheemda heeft een sporthal (Eextahal), gymzalen en een sportcomplex voor voetbal dat is gelegen aan de noordzijde van het dorp. Verder heeft Scheemda haar eigen openluchtbad, De Ringberg. Het was een van de eerste zwembaden uit de regio, gesticht in de jaren na 1920..Ook zijn er in het dorp tennisbanen te vinden in het zuiden van de dorpskern en is er een ijsbaan.
Voor de watersporter heeft Scheemda een eigen jachthaven die in verbinding staat met het Winschoterdiep. Even ten noordoosten van Scheemda ligt het grote Oldambtmeer van 600 hectare met jachthavens en stranden dat onderdeel is het het project Blauwestad. Verder ligt hier ook het bosrijke gebied rondom de Midwolderplas en het landgoed Ennemaborg met kilometers aan fietspaden.
Even buiten de eigenlijke dorpskern ligt de oude strokartonfabriek De Toekomst, deze is na een restauratie in ontwikkeling als horeca- en evenementenlocatie. Sinds 2019 vindt hier het meerdaagse muziek- en kunstfestival Grasnapolsky plaats. Het is de bedoeling dat De Toekomst een eigen brouwerij gaat krijgen, hiermee wordt ingespeeld op de trend van lokale speciaalbieren.
Scheemda is de officiële start- en finishplaats van de schaatsklassieker Oldambtrit.

## Bevolking dorp Scheemda
- 1998 - 5.240 inwoners
- 2000 - 5.205 inwoners
- 2005 - 5.135 inwoners
- 2010 - 5.105 inwoners
- 2015 - 5.011 inwoners
- 2020 - 4.948 inwoners
- 2021 - 5.016 inwoners
- 2022 - 4.972 inwoners
- 2023 - 5.091 inwoners

## Bekende inwoners

### Geboren in Scheemda
- Diana Bakker, voormalig tafeltennis-international en meervoudig Nederlands kampioene dubbelspel
- Harmannus Blaauwpot, burgemeester van Eenrum
- Eppo Eppens, burgemeester
- Menno Jan ter Haseborg, burgemeester van Scheemda
- K.H. Holthuis, architect
- Pieter Hendrik Offens, roeier
- Willem van Riesen, burgemeester
- Jan Terpstra, jurist en minister
- Wietse Veenstra, voetballer, negenvoudig Oranje-international
- Jaffe Vink, filosoof en publicist

### Overleden in Scheemda
- Pieter Smit (1963-2018), D66-politicus, burgemeester van Oldambt

## Gemeente Scheemda (1808-2009)
De voormalige gemeente Scheemda werd In 1808 ingesteld. Hij bestond uit de dorpen Scheemda, Eexta en Nieuw-Scheemda. In 1821 werd Westerlee (eerder een zelfstandige gemeente) erbij gevoegd. Het gemeentebestuur vergaderde lange tijd in herberg Panman, tot in 1906 het gebouw van het oude postkantoor werd verbouwd tot gemeentehuis. Bij de gemeentelijke herindeling van Groningen in 1990 werden de gemeenten Midwolda en Nieuwolda en Scheemda samengevoegd tot de fusiegemeente Scheemda. Deze besloeg een oppervlakte van 117,17 km² (waarvan 2,41 km² water) en telde op 1 januari 2007 14.107 inwoners. In 2010 (per 1 januari) werd deze gemeente Scheemda gefuseerd met Reiderland en Winschoten tot de gemeente Oldambt.

### Kernen
De gemeente Scheemda had na de fusie van 1990 acht officiële kernen (dorpen) waarvan Scheemda de hoofdplaats was.
| Plaatsnaam     | Woonkern | Kerngebied |
| -------------- | -------- | ---------- |
| Scheemda *     | 4.980    | -          |
| Midwolda       | 2.050    | -          |
| Heiligerlee    | 1.470    | -          |
| Westerlee      | 1.400    | -          |
| Nieuwolda      | 1.180    | -          |
| Oostwold       | 1.030    | -          |
| Nieuw-Scheemda | 290      | -          |
| Nieuwolda-Oost | 110      | -          |
| 't Waar        | -        | 150        |
| Meerland       | -        | 140        |
| Scheemderzwaag | -        | 130        |
| Napels         | -        | 110        |
| Niesoord       | -        | 70         |
| Ekamp          | -        | 30         |
| Bron: CBS      |          |            |

* Inclusief de wijken Eexta, Eexta-Zuid/Eextahaven en Scheemdermeer

cursief gedrukte kernen zijn onofficieel

### Buurtschappen
Naast de officiële kernen (dorpen) bevonden zich de volgende buurtschappen in de gemeente:
- Bikkershorn
- Bovenstreek
- Ekamp (gedeeltelijk)
- Meerland
- Napels
- Niesoord
- Nieuwolda-Oost
- Oostwolderhamrik
- Oostwolderpolder
- Scheemderzwaag
- Tranendal

### Politiek
Uitslag van de laatste gemeenteraadsverkiezingen van 2006 (links) en Tweede Kamerverkiezingen van 2003 (rechts):
| Gemeenteraadsverkiezingen 2006 | Gemeenteraadsverkiezingen 2006 | Gemeenteraadsverkiezingen 2006 | Gemeenteraadsverkiezingen 2006 |
| ------------------------------ | ------------------------------ | ------------------------------ | ------------------------------ |
| Partij                         | Stemmen                        | Stemmen in %                   | Zetels                         |
| PvdA                           | 2.633                          | 37,4                           | 6                              |
| CDA                            | 1.257                          | 17,8                           | 3                              |
| VVD                            | 791                            | 11,2                           | 2                              |
| VCP *                          | 707                            | 10,0                           | 1                              |
| SP                             | 665                            | 9,4                            | 1                              |
| ChristenUnie                   | 516                            | 7,3                            | 1                              |
| GroenLinks                     | 476                            | 6,8                            | 1                              |
| Opkomst                        | 7.045                          | 64                             | 15                             |

| Tweede Kamerverkiezingen 2003 | Tweede Kamerverkiezingen 2003 |
| ----------------------------- | ----------------------------- |
| Partij                        | Stemmen in %                  |
| PvdA                          | 46,0                          |
| CDA                           | 22,2                          |
| VVD                           | 10,4                          |
| SP                            | 6,9                           |
| GroenLinks                    | 3,7                           |
| LPF                           | 3,4                           |
| ChristenUnie                  | 3,1                           |
| D66                           | 2,4                           |
| SGP                           | 0,2                           |
| Opkomst                       | 83,2                          |

* VCP = Verenigde Communistische Partij, een afsplitsing van de NCPN
Laatste college van burgemeester en wethouders
- Burgemeester: G.M.C. (Truida) Jonkman-Jansen - PvdA (sinds 1 februari 2000)
- Wethouder: A.M. (Anne Marie) Knottnerus-van der Veen - CDA
- Wethouder: K. (Klaas) van Leeuwen - PvdA
- Wethouder: B. (Bé) Zwiers - PvdA